# Argyrophorus argenteus
Argyrophorus argenteus är en fjärilsart som beskrevs av Blanchard 1852. Argyrophorus argenteus ingår i släktet Argyrophorus och familjen praktfjärilar. Inga underarter finns listade i Catalogue of Life.

## Bildgalleri

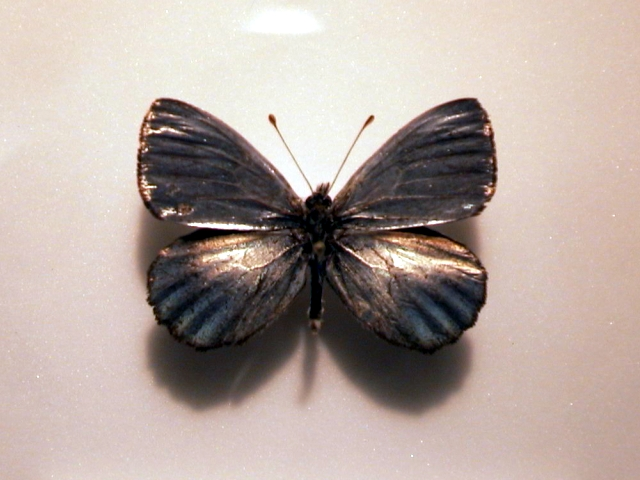